# Emirados Árabes Unidos na Universíada de Verão de 2021
Os Emirados Árabes Unidos participaram da Universíada de Verão de 2021, que aconteceu em Chengdu, na China, entre 28 de julho e 8 de agosto de 2023.
A delegação teve três atletas — dois masculinos e um feminino — em duas modalidades olímpicas.

## Competidores
Estas foram as modalidades e atletas que disputaram a edição:
| Esporte   | Masculino | Feminino | Total |
| --------- | --------- | -------- | ----- |
| Atletismo | 1         | 0        | 1     |
| Esgrima   | 1         | 1        | 2     |
| Total     | 2         | 1        | 3     |

## Desempenho

### Atletismo
Masculino
Provas de pista
| Atleta          | Evento | Primeira fase | Primeira fase | Semifinal   | Semifinal   | Final       | Final       | Ref.  |
| Atleta          | Evento | Resultado     | Pos.          | Resultado   | Pos.        | Resultado   | Pos.        | Ref.  |
| --------------- | ------ | ------------- | ------------- | ----------- | ----------- | ----------- | ----------- | ----- |
| Hamad Alyahyaee | 400m   | DNS           | DNS           | Não avançou | Não avançou | Não avançou | Não avançou | [ 3 ] |
| Hamad Alyahyaee | 800m   | 1:58.04       | 34            | Não avançou | Não avançou | Não avançou | Não avançou | [ 4 ] |

### Esgrima
Masculino
| Atleta            | Evento | Fase de grupo | Fase de grupo | Fase de 128           | Fase de 64           | Fase de 32           | Oitavas de final     | Quartas de final     | Semifinais           | Final                | Pos.        | Ref.              |
| Atleta            | Evento | Adversário e resultado | Pos.          | Adversário resultado  | Adversário resultado | Adversário resultado | Adversário resultado | Adversário resultado | Adversário resultado | Adversário resultado | Pos.        | Ref.              |
| ----------------- | ------ | --- | ------------- | --------------------- | -------------------- | -------------------- | -------------------- | -------------------- | -------------------- | -------------------- | ----------- | ----------------- |
| Khalifa Alzarooni | Espada | UZB M. Sidikov V 5–1 LBA Talib V 5–1 POL D. Michalak D 4–5 FIN T. Tauriainen V 5–2 EST R. Eskov D 0–5 JPN R. Matsumoto D 2–5 | 49 Q          | UZB Z. Sidikov D 8–15 | Não avançou          | Não avançou          | Não avançou          | Não avançou          | Não avançou          | Não avançou          | Não avançou | [ 5 ] [ 6 ] [ 7 ] |

Feminino
| Atleta         | Evento  | Fase de grupo                                                                                            | Fase de grupo | Fase de 128          | Fase de 64           | Fase de 32           | Oitavas de final     | Quartas de final     | Semifinais           | Final                | Pos.        | Ref.        |
| Atleta         | Evento  | Adversário e resultado                                                                                   | Pos.          | Adversário resultado | Adversário resultado | Adversário resultado | Adversário resultado | Adversário resultado | Adversário resultado | Adversário resultado | Pos.        | Ref.        |
| -------------- | ------- | --- | ------------- | -------------------- | -------------------- | -------------------- | -------------------- | -------------------- | -------------------- | -------------------- | ----------- | ----------- |
| Noora Albreiki | Florete | HUN A. Poltz D 0–5 POL A. Jeglińska D 1–5 UZB K. Mirzaeva V 5–3 CHN Huang Q. D 0–5 FRA J. Marechal D 0–5 | 41            | Não avançou          | Não avançou          | Não avançou          | Não avançou          | Não avançou          | Não avançou          | Não avançou          | Não avançou | [ 8 ] [ 9 ] |

Legenda
| Recorde mundial      | Recorde mundial (World record)               |                       | Recorde africano                      | Recorde africano (African) |                                           | Q | Classificado por posição (Qualified) |
| Recorde olímpico     | Recorde olímpico (Olympic record)            | Recorde da América    | Recorde da América (Americas)         | q                          | Classificado por melhor tempo (Qualified) |   |                                      |
| Melhor marca do ano  | Melhor marca do ano (World leading)          | Recorde asiático      | Recorde asiático (Asian)              | DNS                        | Não largou (Did not start)                |   |                                      |
| Recorde nacional     | Recorde nacional (National record)           | Recorde europeu       | Recorde europeu (European)            | DNF                        | Não terminou (Did not finish)             |   |                                      |
| Recorde pessoal      | Recorde pessoal do atleta (Personal best)    | Recorde da Oceania    | Recorde da Oceania (Oceania)          | DSQ / DQ                   | Desclassificado (Disqualified)            |   |                                      |
| Recorde da temporada | Recorde da temporada do atleta (Season best) | Recorde sul-americano | Recorde sul-americano (South America) | NM                         | Sem marca (No mark)                       |   |                                      |